# Xã Willow Creek, Quận Lee, Illinois
Xã Willow Creek (tiếng Anh: Willow Creek Township) là một xã thuộc quận Lee, tiểu bang Illinois, Hoa Kỳ. Năm 2010, dân số của xã này là 688 người.